# Chiesa di San Marco Evangelista (Camporosso)
La chiesa di San Marco Evangelista è un luogo di culto cattolico situato nel comune di Camporosso, in via alla Chiesa, in provincia di Imperia. La chiesa è sede della parrocchia omonima del vicariato di Bordighera e Valle Nervia della diocesi di Ventimiglia-San Remo.

## Storia e descrizione

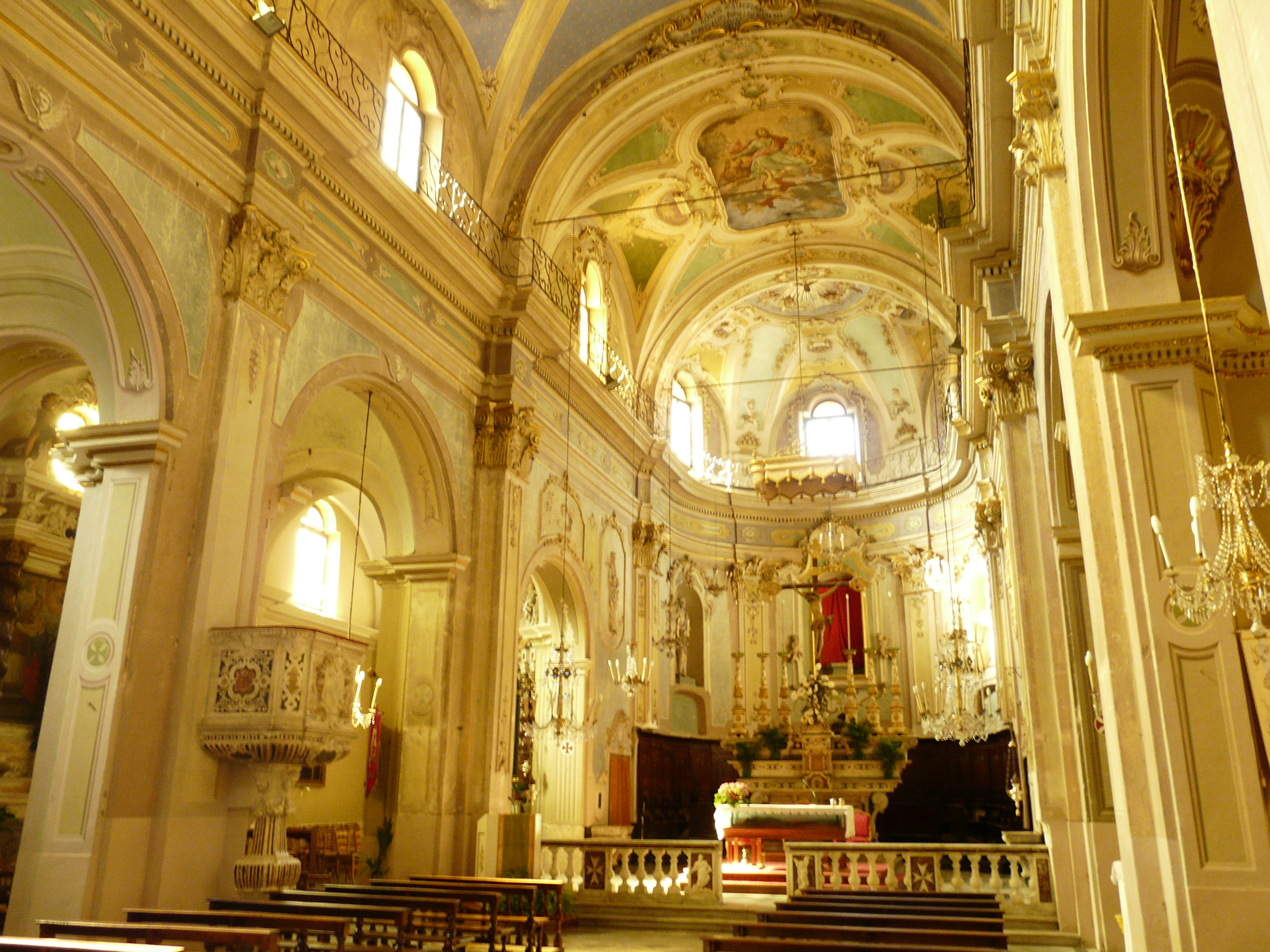
La navata centrale

La parrocchiale fu costruita nel XV secolo ed ampliata nel Settecento. Il campanile del XIX secolo è stato recentemente restaurato.
All'interno della parrocchiale sono presenti diversi polittici, tra i quali uno raffigurante i santi Pietro, Paolo e altri del pittore Stefano Adrechi databile al 1533.
Nel secondo altare di sinistra è presente un polittico su fondo oro con la Madonna e i santi Giuliano e Bernardo del 1536 attribuito ad Agostino da Casanova; nella cappella maggiore a sinistra è raffigurato un Martirio di san Sebastiano del Cinquecento, originariamente attribuito a Ludovico Brea (o alla sua scuola) ma forse opera del Casanova.
Inoltre al suo interno è presente nell'abside una statua in legno di San Marco del XVI secolo.